# Никита Васильевич II
Не путать с Никитой Васильевичем 1-м.
Никита Васильевич 2-й — протопоп, настоятель Благовещенского собора Московского кремля, духовник (1671-1682) царя Фёдора Алексеевича, Ивана V Алексеевича и Петра I Алексеевича (1682-1685).

## Биография
Никита Васильевич 2-й, до назначения на должность царского духовника, состоял священником Рождественской церкви, что у царицы на сенях. Уже в это время он пользовался уважением царя Алексея Михайловича, который через него неоднократно подавал милостыню бедным. В сентябре 1664 года, ему было дано из Приказа Тайных дел 25 рублей. У себя на дворе он имел богадельню, где  проживало в 1665 году до 47 человек нищих, раненых и трудников и до 20 бедных вдов, которым было велено выдать царские милостыни.  В 1667 году самому патриарху Никону было выделено царём 50 рублей, а по случаю рождения царевича Симеона Алексеевича — Никите Васильевиче было дано 50 рублей, а 10 нищим калекам, жившим у него на дворе, давалось по полтине. Впоследствии, на содержание бедных лиц в его богадельне, отпускалось ежегодно с царского двора по четверти ржи и по осьмине овса в год на каждого человека.
При венчании в 1671 году царя Алексея Михайловича с Нарышкиной Натальей Кирилловной, Никита Васильевич окроплял Святой водой путь, при их шествии в Успенский собор. Он же кропил путь Святой водой, когда царевича Петра  Алексеевича несли крестить в Чудов монастырь.  В 1676 году, при венчании на царство Фёдора Алексеевича — Никита Васильевич, уже будучи царским духовником, по примеру бывших духовников, переносил из Казённого двора в Грановитую палату крест и бармы и оттуда, поддерживаемый двумя  дьяконами Благовещенского собора, отнёс их в Успенский собор. После коронации, по устоявшейся традиции, встречал в Благовещенском соборе новоизбранного Государя.
Он же венчал вторым браком в дворцовой церкви Живоносного Христова Воскресенья царя Алексея Михайловича  с Апраксиной Марфою Матвеевной. Встречал в Благовещенском соборе, после венчания на царство царей Ивана V и Петра I Алексеевичей.  По его челобитью, эти цари приказали Соликамскому воеводе — князю Ф.Ю. Борятинскому освободить четырёх приговоренных к смерти преступников.
В заслугу протопопу Никите Васильевичу 2-му ставилось, что он посильно заботился об образовании молодого поколения, устроивший образовательную школу на 70 и более человек, в которой обучением занимались его люди.